# Oltrechiusa
L'Oltrechiusa (Oltreciusa in dialetto cadorino) è il territorio della valle del Boite posto oltre la chiusa di Venas e comprendente i comuni di Vodo, Borca e San Vito di Cadore. La chiusa era uno sbarramento naturale, fortificato in passato come postazione di difesa contro le incursioni nemiche, che permetteva di bloccare la via verso Pieve con l'utilizzo di pochi uomini.

## Geografia antropica

### Comuni
| Stemma | Comune                        | Popolazione | Frazioni                                                                          |
| ------ | ----------------------------- | ----------- | --------------------------------------------------------------------------------- |
|        | San Vito di Cadore (San Viđo) | 1.929       | Belvedere (Saco), Chiapuzza (Ciapuža), Costa, Resinego, Serdes, Vallesella (Jesa) |
|        | Borca di Cadore (Bórcia)      | 833         | Cancia (Cianžia), Corte, Villanova (Vilanuóa)                                     |
|        | Vodo di Cadore (Guódo)        | 828         | Peaio (Peej), Vinigo (Vìnego)                                                     |

## Storia
Presso la chiusa, un rudimentale dispositivo militare dovette esistere probabilmente già nel X secolo, durante le scorrerie degli Ungari, seppur venga ufficialmente citato solo nel 1414, durante l'ultimo patriarcato aquileiese di Ludovico di Teck. Consisteva originariamente in una struttura di legno fornita di alcuni ordigni difensivi e dominante la strada in prossimità appunto della chiusa naturale. È documentato che nel 1452 fu sostituita con un "fortilicium de muro" cui furono pure aggiunti dei locali per ricoverare gli inabili e che nel 1453 il Consiglio della Magnifica Comunità di Cadore decise di ricorrere a tali apprestamenti difensivi per parare le minacce di numerosi vassalli tedeschi, raccoltisi a Brunico e seriamente intenzionati a invadere il Cadore.

Anche in quella occasione, come del resto in tante altre precedenti e seguenti, era previsto che fanciulli e donne si ritirassero al di qua della chiusa lasciando agli uomini validi, con poche armi, il compito della resistenza.

Nel 1508, in seguito all'occupazione dell'allora territorio cadorino d'Ampezzo da parte dell'imperatore Massimiliano d'Austria, la chiusa divenne fondamentale per le strategie della Serenissima tanto che pare che Bartolomeo d'Alviano ne avesse disposto un riassetto completo prima e dopo lo storico scontro di Rusecco.
Secondo il prof. Antonio Ronzon e Giuseppe Ciani, in loco dovevano essere presenti più torri piantate su scoscesi dirupi, ma di queste non è rimasta traccia alcuna.
La chiusa fu teatro di un aspro scontro nel maggio del 1848 allorché Pier Fortunato Calvi vi portò i suoi Corpi Franchi e due cannoni per sventare gli attacchi dell'Hablitschek. 
Le difese della Grande Guerra sembrano poi la logica continuazione di una lunga tradizione strategica.
Storicamente legata alle comunità di Pescul e Zoppè di Cadore, queste località erano raggiungibili dall'Oltrechiusa da trafficati sentieri, attraverso la forcella Forada e la Ciandolada rispettivamente.
Ad ogni famiglia oltremontana, ovvero della val Fiorentina, corrispondeva una famiglia di San Vito e viceversa, come punto di appoggio in caso di difficoltà.

## La leggenda e la chiesa della Madonna della Difesa

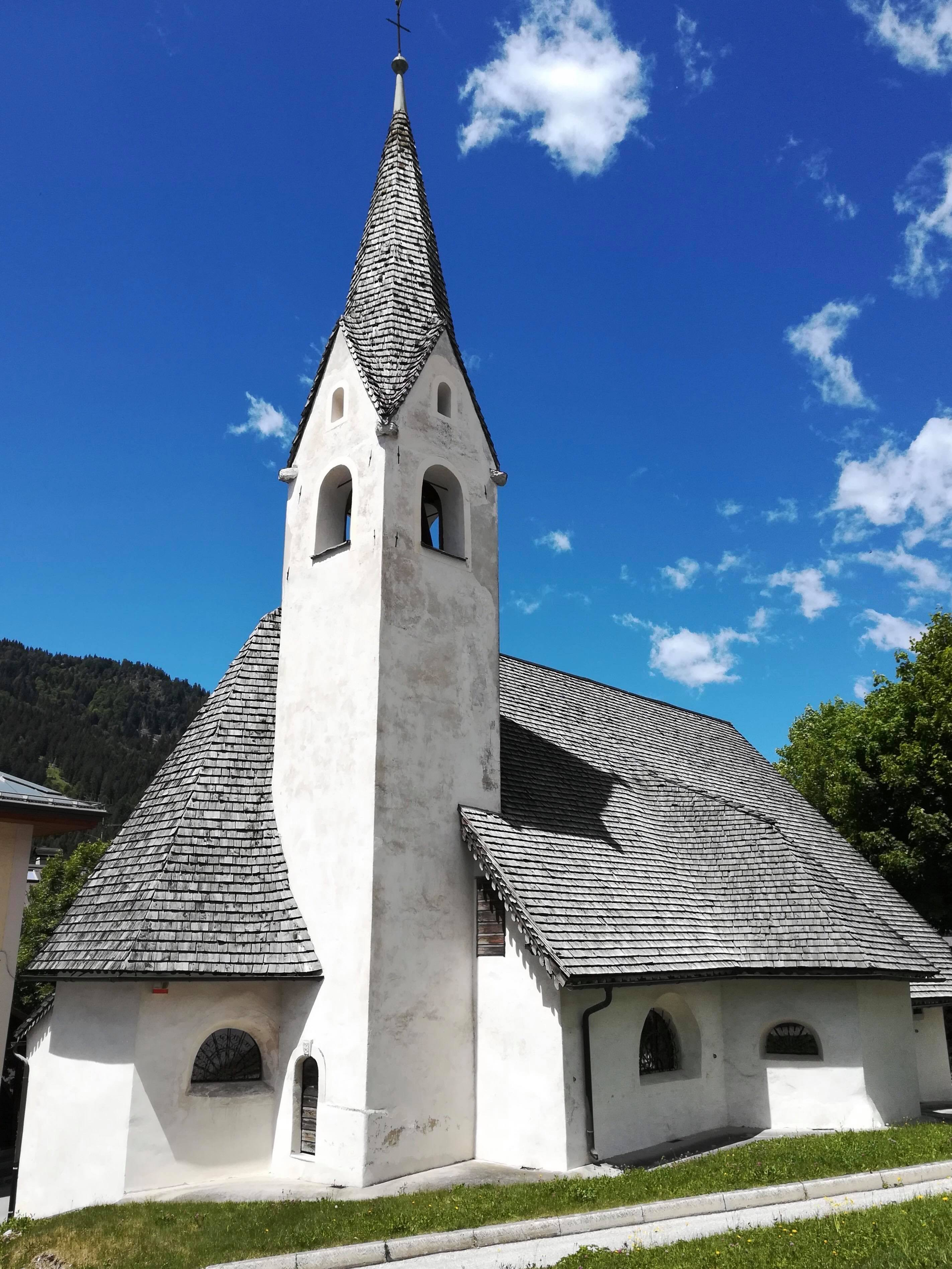
La chiesa della Madonna della Difesa

Nell'inverno del 1411 Sigismondo di Lussemburgo, intenzionato a prendere personalmente la corona imperiale a Roma,
decise di inviare delle truppe a liberare l'antica strada regia per Botestagno, allora sotto il controllo del Patriarcato di Aquileia.
Ne derivò uno scontro armato con le truppe patriarchine, coadiuvate dalle cernide cadorine, sulla sella di Cimabanche.
Secondo la tradizione, su intercessione della Beata Vergine, le truppe imperiali si annientarono in scontri fratricidi e l'invasione fu così sventata. In quella occasione però, alcuni regolieri di Vinigo vennero fatti prigionieri e incarcerati a Brunico.
Per sciogliere il voto, la comunità intraprese la costruzione della chiesa della Madonna della Difesa, testimoniata per la prima volta nel 1490. Adiacente alla pievanale di San Vito, conserva nell'abside il più antico affresco raffigurante la Madonna con la spada. Per la difficoltà interpretativa del suo insieme, l'affresco è noto come l'affresco degli indovinelli.
Per il riscatto degli ostaggi invece, che ammontava a ben 2600 lire venete, la Regola di Vinigo (anche chiamata Regola di Lerosa e Travenanzes) decise di vendere alla Regola di Larieto i propri possedimenti di Travenanzes, Lerosa e Ospitale. Il rogito fu stipulato il 30 settembre 1415 e approvato dal Maggior Consiglio il 26 marzo 1416. Successivamente alla ratifica della Magnifica Comunità di Cadore, fu introdotta una modifica agli Statuti cadorini che da quel momento impediva esplicitamente una qualunque futura vendita dei patrimoni regolieri.
Nel 2012, nella chiesa dei Santi Rocco e Sebastiano di Peaio, è stato ritrovato un gonfalone ben conservato raffigurante la Madonna della Difesa. La Vergine appare dipinta su delle tele applicate centralmente ad ambo i lati: sul primo è assisa su uno specchio di luna, con un serpente a bocca aperta sotto il tallone, tiene in pugno la spada ed è circondata sia a destra che a sinistra da quattro popolani, sull'altro è circondata da due angioletti e in atto di proteggere, con il proprio mantello, altri popolani. Il tessuto del gonfalone, forse broccato damascato, è di colore rosso cupo e con quattro frange.

## La muraglia di Giau

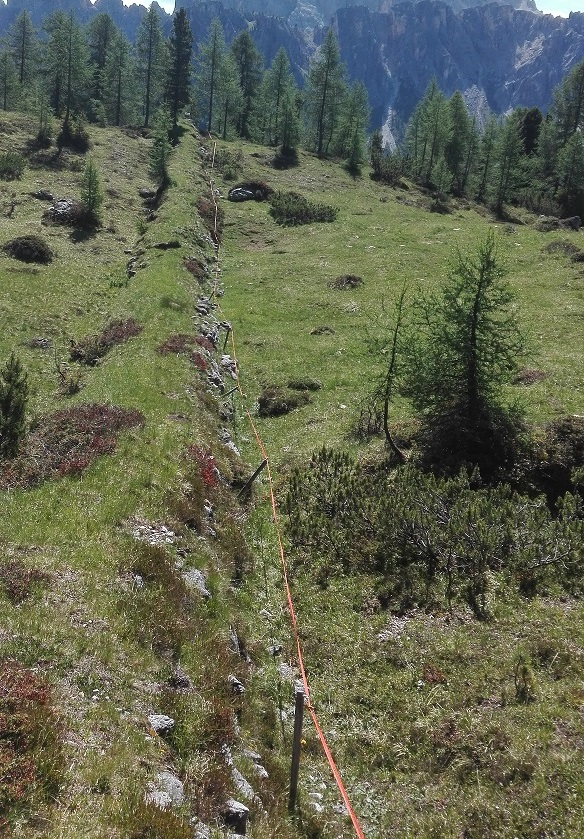
Resti della muraglia di Giau

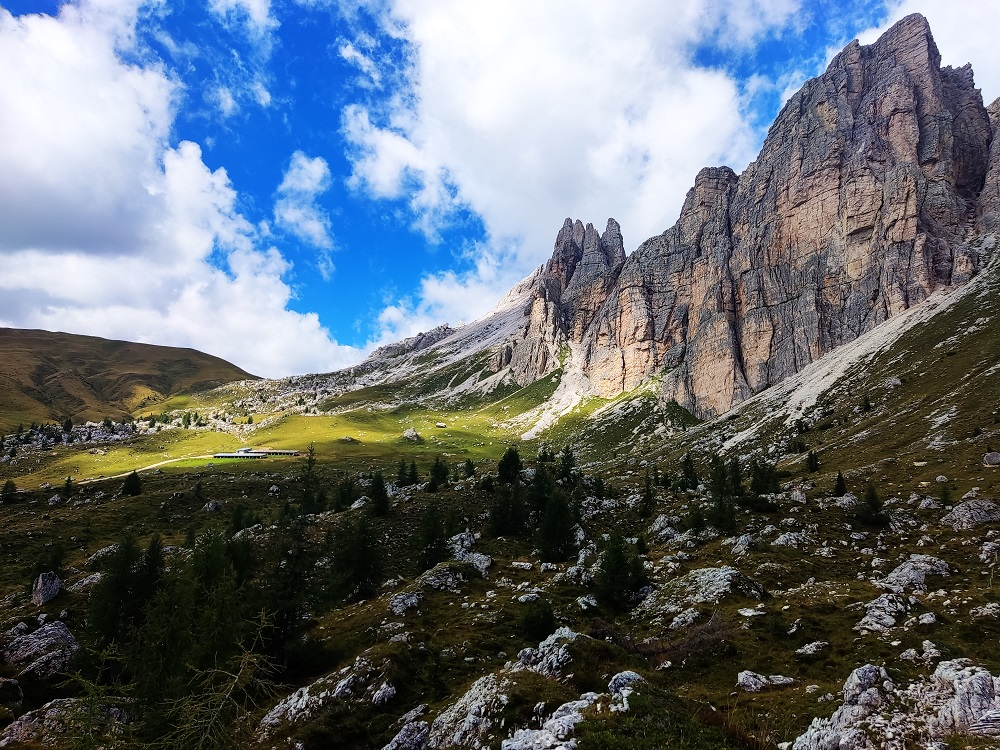
La malga Prendera

Si ritiene che i primi a pascolare il bestiame nella rigogliosa conca di Giau siano stati i sanvitesi, verosimilmente provenienti da malga Prendera e da malga Mondeval attraverso forcella Giau.
Le liti per lo sfruttamento di questi pascoli, fra cadorini ed ampezzani, si protrassero per secoli. Dapprima in seno alla Magnifica Comunità di Cadore e successivamente, con la conquista imperiale di Ampezzo, con implicazioni internazionali.
Nel 1752, nell'ambito dei congressi di Rovereto, ed in particolare con il trattato del 20 ottobre, si pervenne ad un accordo tra i rappresentanti della Repubblica di Venezia e dell’Impero austriaco. Con esso si confermava il possesso dei sanvitesi, già testimoniato in un documento del 1331, ma si stabiliva che per mantenere i loro antichi diritti i cadorini avrebbero dovuto costruire, a loro spese, una muraglia per impedire lo sconfinamento del loro bestiame.
Le condizioni imposte erano proibitive: la muraglia doveva essere alta sei piedi, larga cinque alla base e due alla sommità, e svilupparsi fra i Lastoni di Formin e il Becco della Muraglia, contrafforte del Nuvolau, per circa due chilometri. Pena la perdita dei diritti di pascolo, doveva essere completata in novanta giorni.
Nonostante le enormi difficoltà i sanvitesi riuscirono a completare la muraglia, da allora nota localmente come la Marogna de Jou.

## Taulèn e Marceana
Sulla riva destra del Boite, nel comune di Borca, sorgevano i villaggi di Taulèn e Marceana, il primo più vicino al fiume, il secondo poco più elevato sulla costa.
Il 21 aprile 1814 improvvisamente una parte dell'Antelao franò, spingendo avanti i detriti lasciati da una precedente frana e rovinando nel Boite. L'alveo del torrente non fu sufficiente a frenare una tale forza, tanto che la massa di terra e pietre salì la riva opposta, travolgendo in un attimo le due borgate. Interrotto il deflusso delle acque si formò un lago, i cui argini però furono presto rotti, aumentando ulteriormente le dimensioni del disastro. Quel giorno morirono 314 persone e diverse centinaia di animali. 
Le cronache del tempo riferiscono che tra i defunti ne figuravano undici di Borca, uno di San Vito, uno di Ampezzo e quattro forestieri. Sedici case furono completamente distrutte e solo due famiglie si salvarono, quelle di G. Battista e di Giovanni Sala-Tuzze, le cui abitazioni furono risparmiate dalla furia dell'evento. 
Si racconta che le grida disperate di alcuni sepolti durarono qualche giorno, senza che si potesse far nulla per poterli trarre in salvo. La sorte miseranda dei due paesi suscitò la compassione di tutto il Veneto e nella Chiesa di San Canciano a Venezia, oltre che nelle chiese di tutto il Cadore e del Bellunese, si istituirono perpetui suffragi per i sepolti.

## Galleria d'immagini

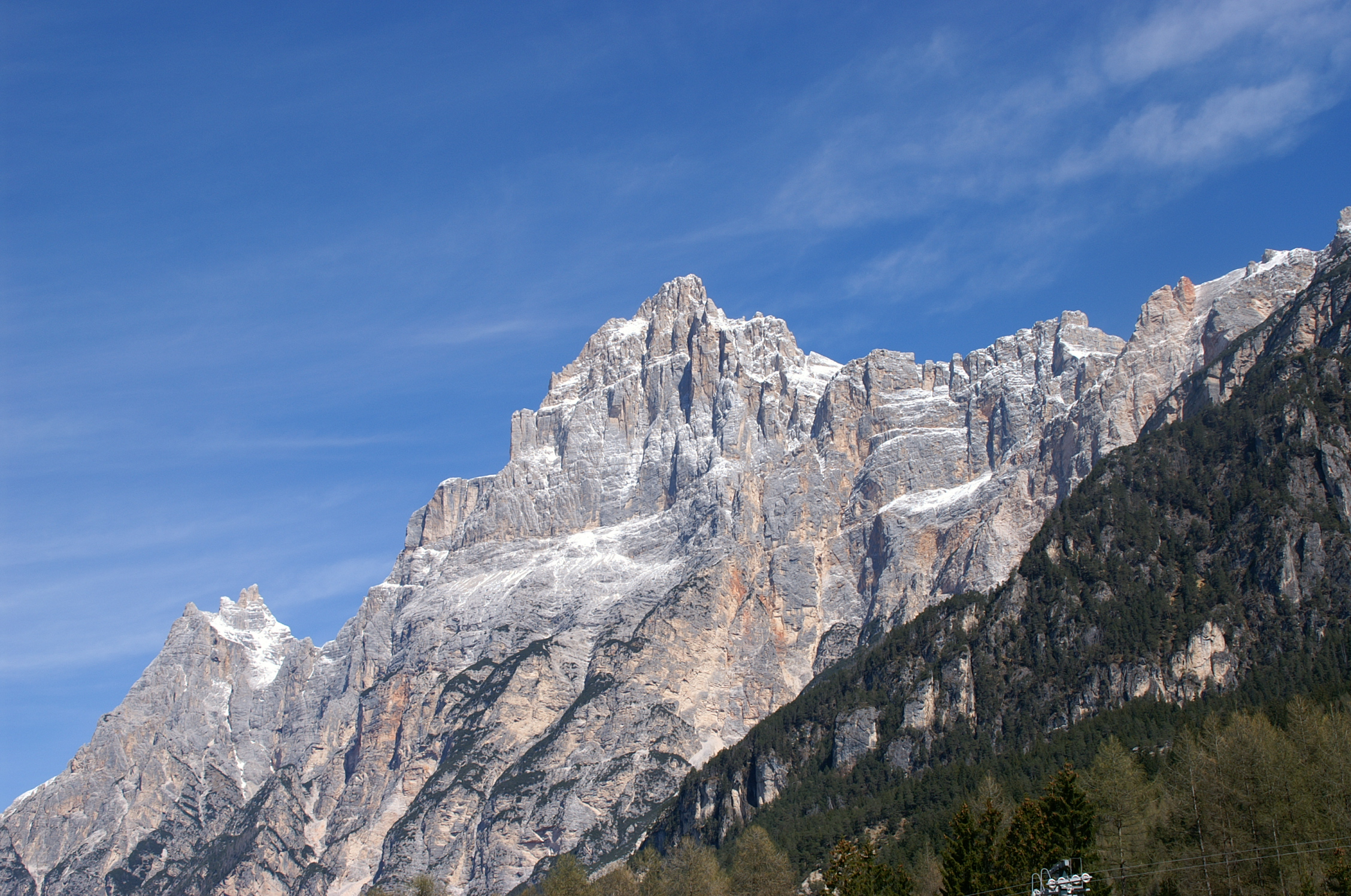
La Croda Marcora.
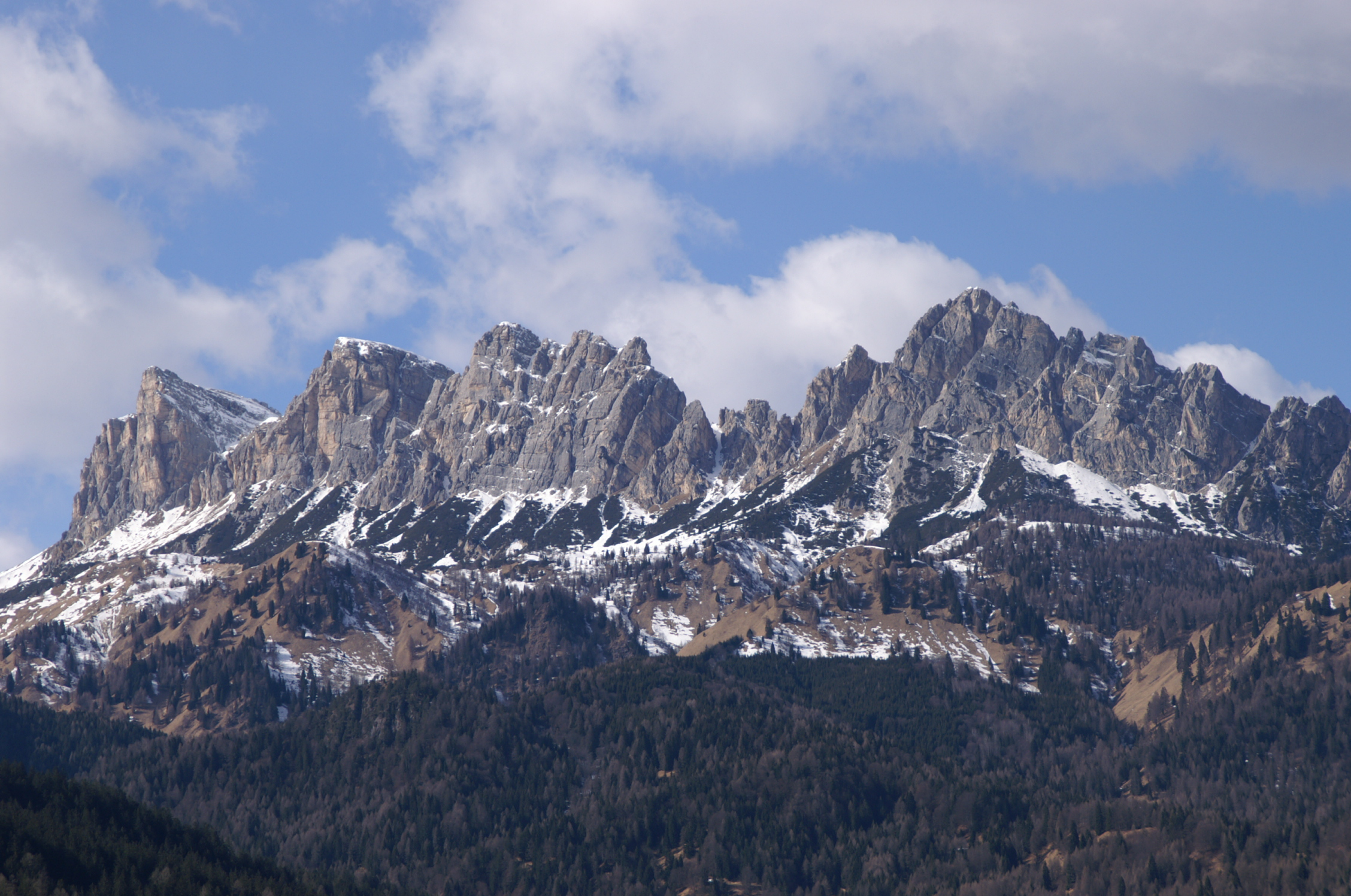
La Rocheta di Prendera, de la Ruoibes e Sorarù.
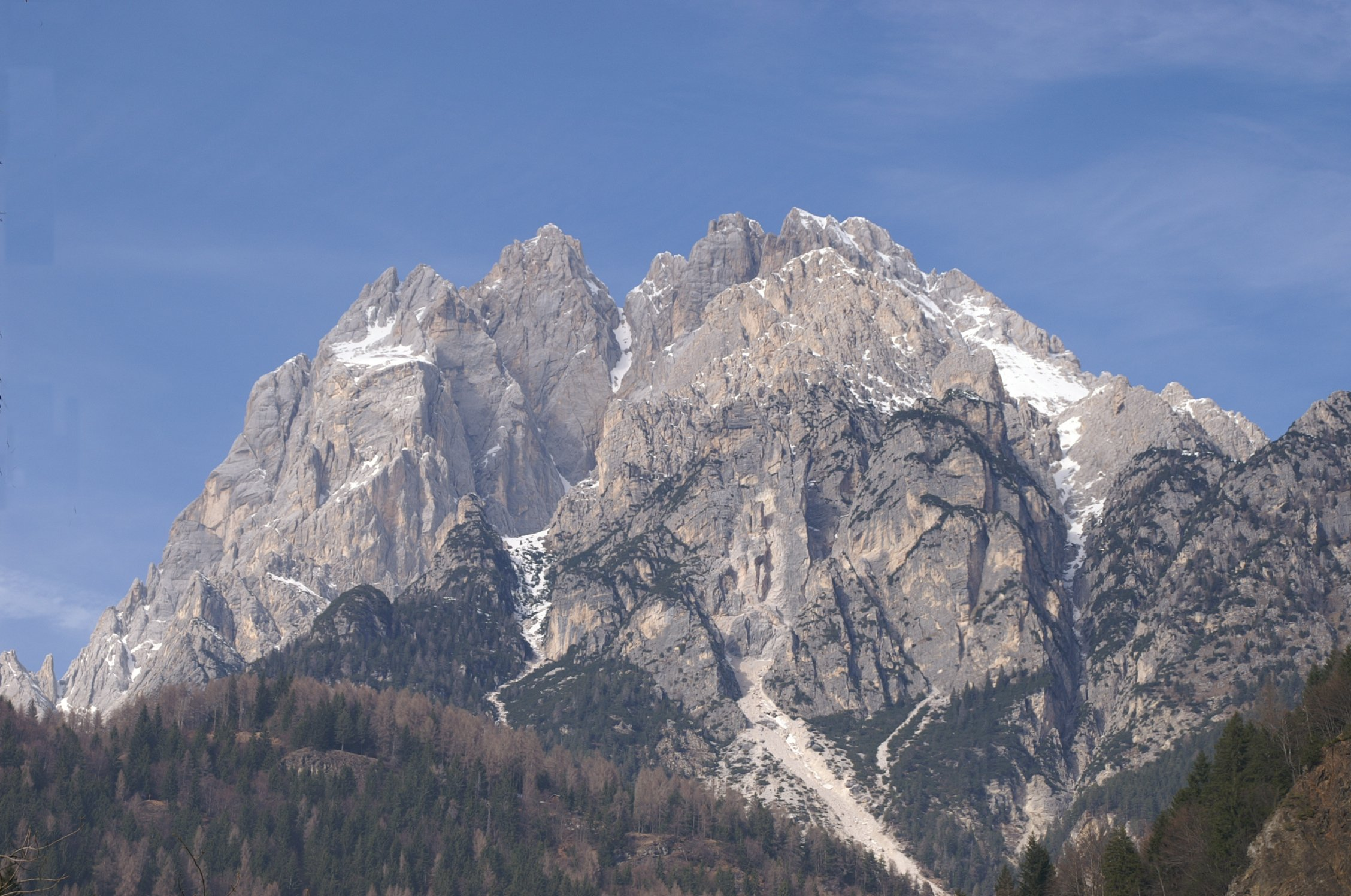
L'Antelao.
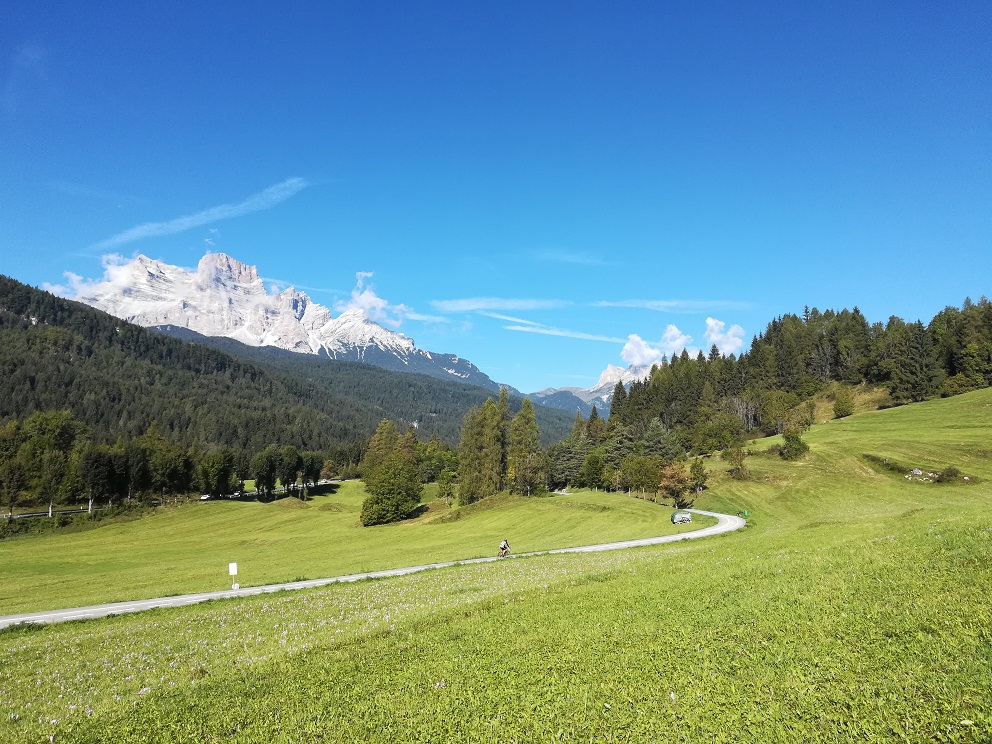
Panoramica.
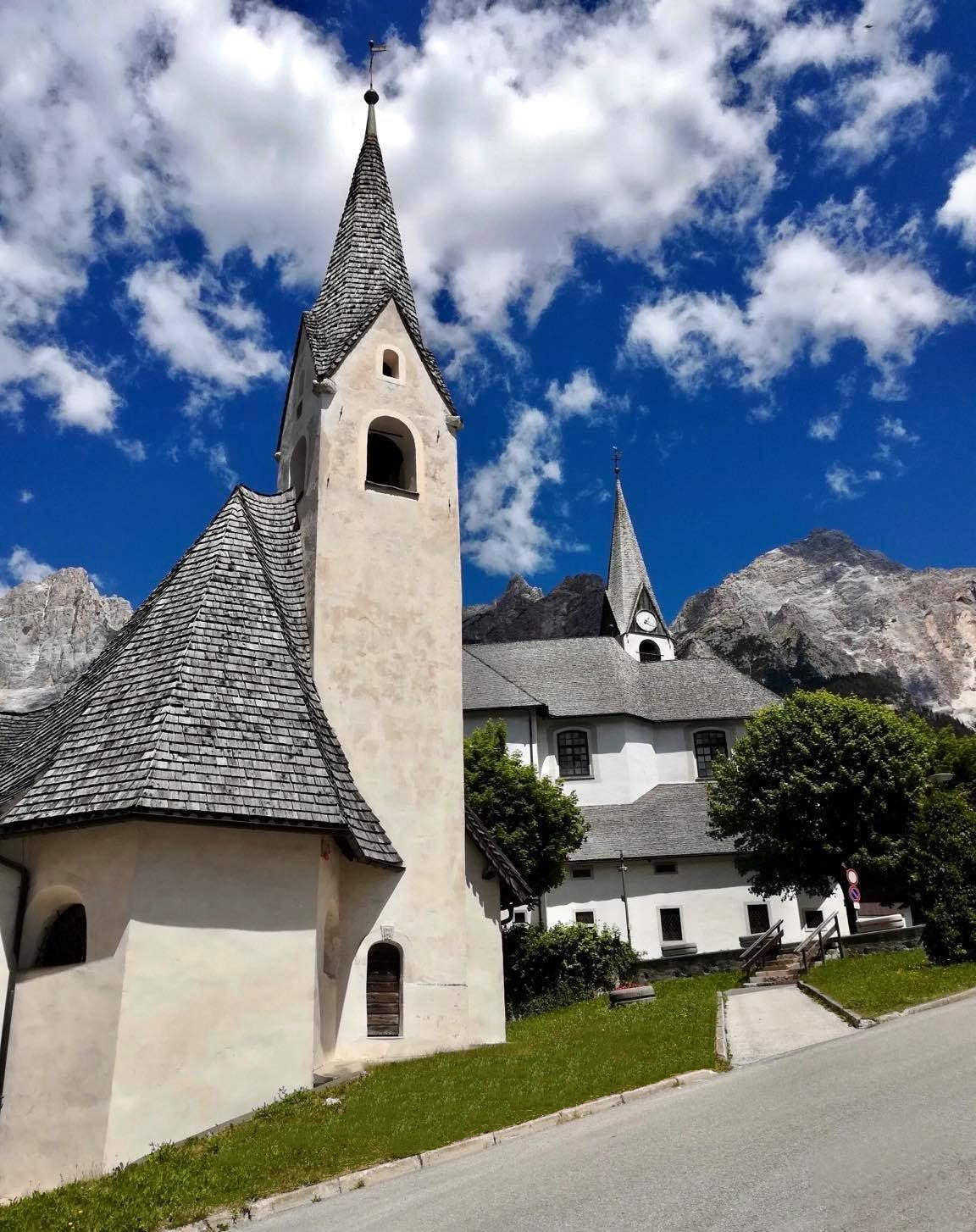
La chiesa della Beata Vergine della Difesa.
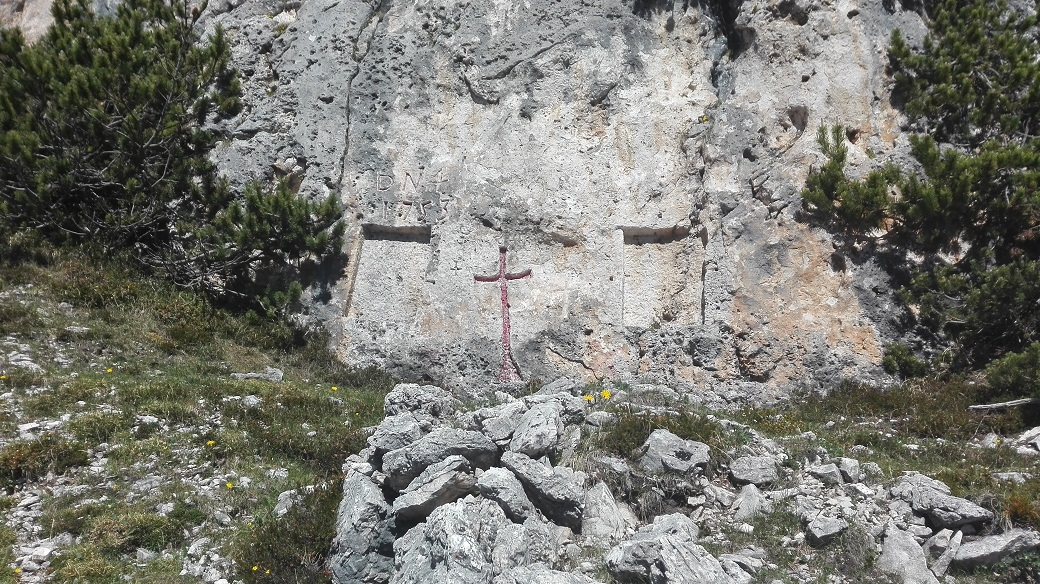
Confinazioni al Becco della Muraglia. Lo scudo austriaco e il leone di San Marco sono stati asportati da vandali ignoti.